# Ángel Castroviejo Calvo
Ángel Castroviejo Calvo (nascut a Elda) és un industrial i polític valencià.

## Trajectòria
El seu pare era Germán Castroviejo Martínez (1904-1936), militant d'Acció Catòlica nascut a Logronyo i establert a Elda que fou assassinat el 29 de setembre de 1936 a la carretera de Saix a Castalla. Ha estat proclamat servent de Déu i es troba en procés de beatificació.
Durant els anys vuitanta fou vicepresident de l'Associació d'Industrials del Calçat de la vall d'Elda i membre de la FICE. A les eleccions municipals espanyoles de 1979 fou escollit regidor de l'ajuntament d'Elda per Aliança Popular i fou candidat a les eleccions generals espanyoles de 1979, però no fou escollit. Aleshores era membre de l'executiva d'AP al País Valencià i vicepresident de l'executiva d'Alacant.
A les eleccions generals espanyoles de 1982 fou elegit diputat de Coalició Democràtica per la província d'Alacant. Durant el seu mandat fou vocal de la Comissió d'Indústria, Obres Públiques i Serveis del Congrés dels Diputats. A les eleccions de 1986 no fou escollit. El 1986 va protagonitzar, juntament amb Juan Antonio Montesinos García, un enfrontament intern entre seccions d'AP a Alacant, enfrontats a una altra dirigida per Rafael Maluenda Verdú.